# Buis-les-Baronnies
Buis-les-Baronnies település Franciaországban, Drôme megyében. Lakosainak száma 2226 fő (2022. január 1.). Buis-les-Baronnies Beauvoisin, Bésignan, Eygaliers, La Penne-sur-l’Ouvèze, Propiac, Rochebrune, La Roche-sur-le-Buis, Sainte-Jalle, Vercoiran és Saint-Léger-du-Ventoux községekkel határos.

## Népesség
A település népességének változása:
| Lakosok száma | 1602 | 1885 | 2030 | 2283 | 2261 | 2287 | 2302 | 2325 | 2291 | 2226 |
|               | 1968 | 1982 | 1990 | 2006 | 2013 | 2015 | 2017 | 2019 | 2020 | 2022 |